# Molophilus (Molophilus) stylopappus
Molophilus (Molophilus) stylopappus is een tweevleugelige uit de familie steltmuggen (Limoniidae). De soort komt voor in het Australaziatisch gebied.